# هرکول و بربرهای وحشی
هرکول و بربرهای وحشی با نام اصلی جالوت و بربرها (به ایتالیایی: Il terrore dei barbari) یک فیلم سینمایی ایتالیایی در سبک شمشیر و صندل با بازی استیو ریوز محصول سال ۱۹۵۹ که بر اساس وقایع لمباردها در سال ۵۶۸ میلادی بنا شده‌است. همانند بسیاری از فیلم‌های ایتالیایی آن زمان، نسخه دوبله شده انگلیسی که برخی از شخصیت‌ها تغییر نام داده شد (به عنوان مثال شخصیت «امیلیانو» به «جالوت» تبدیل شد). این فیلم در ایران با عنوان هرکول و بربرهای وحشی دوبله و منتشر شده‌است.

## داستان
این داستان در قرن ۶ آغاز می‌شود و شروع حملات بربرها را دنبال می‌کند و با گروهی سروکار دارد که به یک دهکده حمله می‌کنند و هر کسی و هر آنچه را که در آنجا است نابود می‌کند. یکی از افراد، امیلیانو (جالوت)، پسر رهبر روستا، هنگام حمله دور است. او قسم می‌خورد و انتقام می‌گیرد و علیه قبایل شرور جنگ یک‌نفره را به راه می‌اندازد. بازماندگان و خواهرش لیندا نیز به او کمک می‌کنند. او برای تزریق ترس به قلب بربرها ماسک سر شیر می‌بندد.

## بازیگران
- استیو ریوز
- چلو آلونزو
- بروس کابوت

فیلم «هرکول و بربرهای وحشی» (Il terrore dei barbari) که در ایران با عنوان «هرکول و بربرهای وحشی» شناخته می‌شود،  و در ژانر شمشیر و صندل، IMDb قرار دارد. در این فیلم، استیو ریوز نقش اصلی را ایفا می‌کند. و IMDb، به این فیلم امتیاز ۵.۳ از ۱۰ را از مجموع ۲۲ رأی داده.